# 麥克賽爾
麥克賽爾株式會社（日语：マクセルホールディングス株式会社，羅馬化：Makuseru Kabushiki-gaisha）是1960年於日本成立的跨國電子公司。

## 名称
Maxell这一品牌名称取自“Maximum Capacity Dry Cell”（最大容量干电池）的缩写。在中文译名方面，麦克赛尔分别于1982年和1986年在香港和台湾同时注册了英文“Maxell”及中文「萬勝」商标，但在中国内地仅注册了英文商标，1984年开始在中国内地使用“Maxell”和“万胜牌”制作广告时也没有注册“万胜”中文商标。现时的中文译名“麦克赛尔”早在20世纪70年代即已在中国内地的期刊出现。

## 歷史
- 1960年，成立麥克賽爾電氣工業株式會社。
- 1964年，麥克賽爾電氣工業株式會社改稱日立麥克賽爾株式會社。
- 1968年，設立麥克賽爾精器株式會社。
- 1969年，設立Maxel Corporation of America。
- 1970年，設立九州日立麥克賽爾株式會社。
- 1976年，設立Maxell Europe GmbH。
- 1979年，設立Maxell America lncorporated。
- 1980年，設立Maxell (U.K.) Limited。
- 1989年，設立Maxell Electronics (Malaysia) Sdn. Bhd.；合併株式會社東伸精工及Maxell America lncorporated。
- 1996年，設立無錫日立麥克賽爾有限公司。
- 2006年，合併Maxell Electronics (Malaysia) Sdn. Bhd.及Tohshin Precision (Malaysia) Sdn. Bhd.。
- 2007年，合併株式會社獅力昂。
- 2009年，合併株式會社東伸精工及株式會社長野光學研究所。
- 2011年，設立日立麥克賽爾能源株式會社。
- 2013年，設立麥克賽爾智能通信株式會社；合併株式會社日立情映技術及日立數字映像（中國）有限公司。
- 2017年，設立麥克賽爾系統技術株式會社；日立麥克賽爾株式會社改稱麥克賽爾控股株式會社。

## 旗下產品

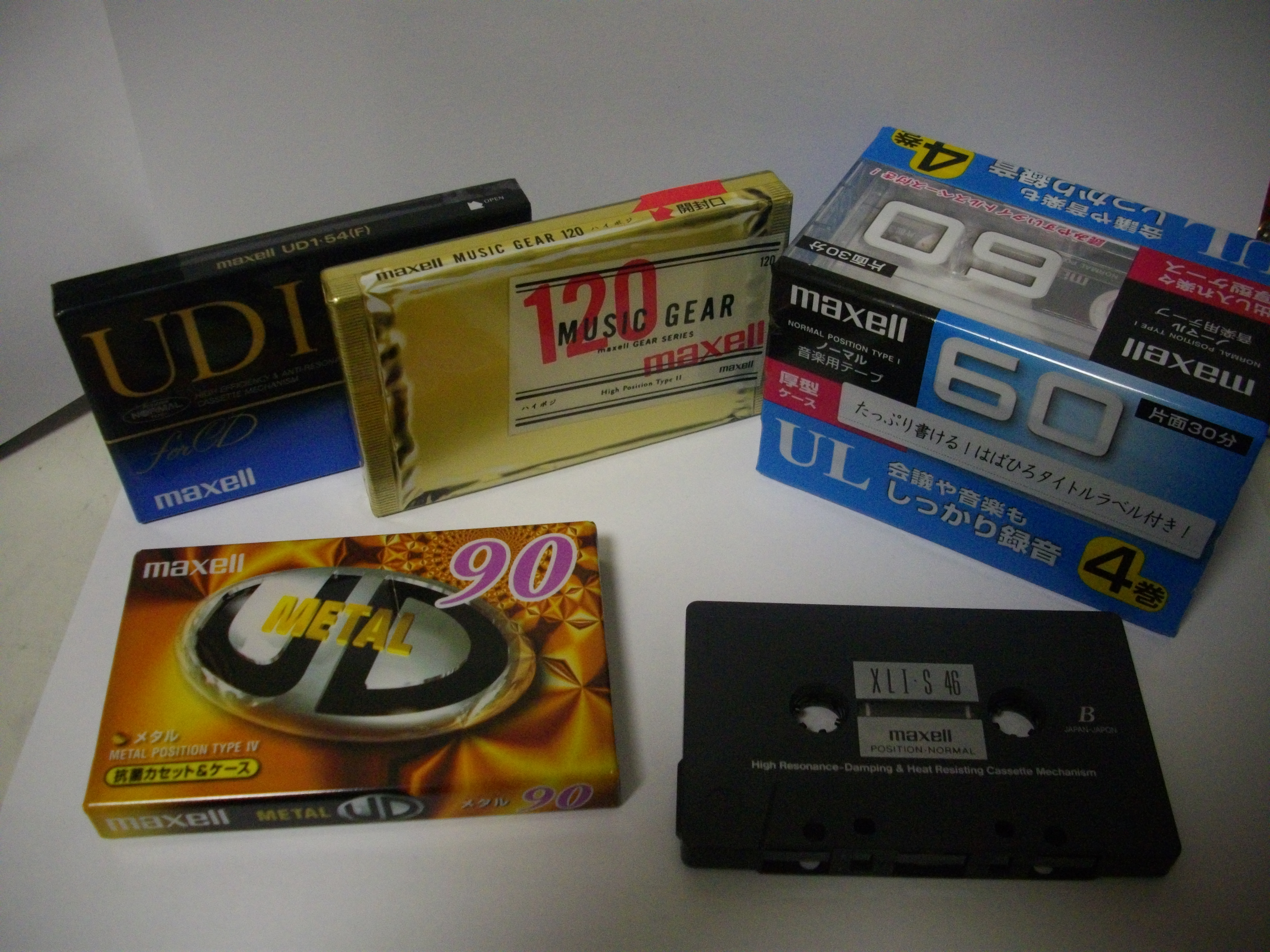
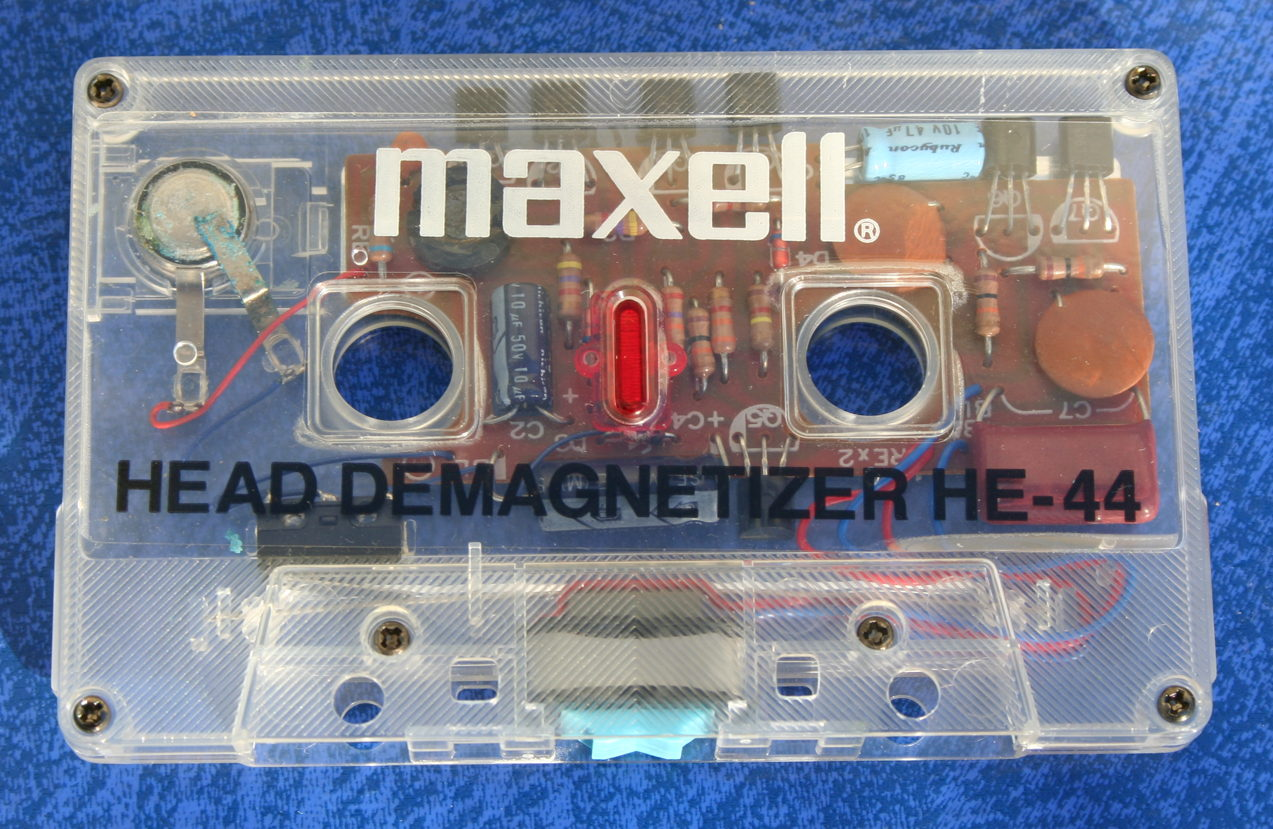
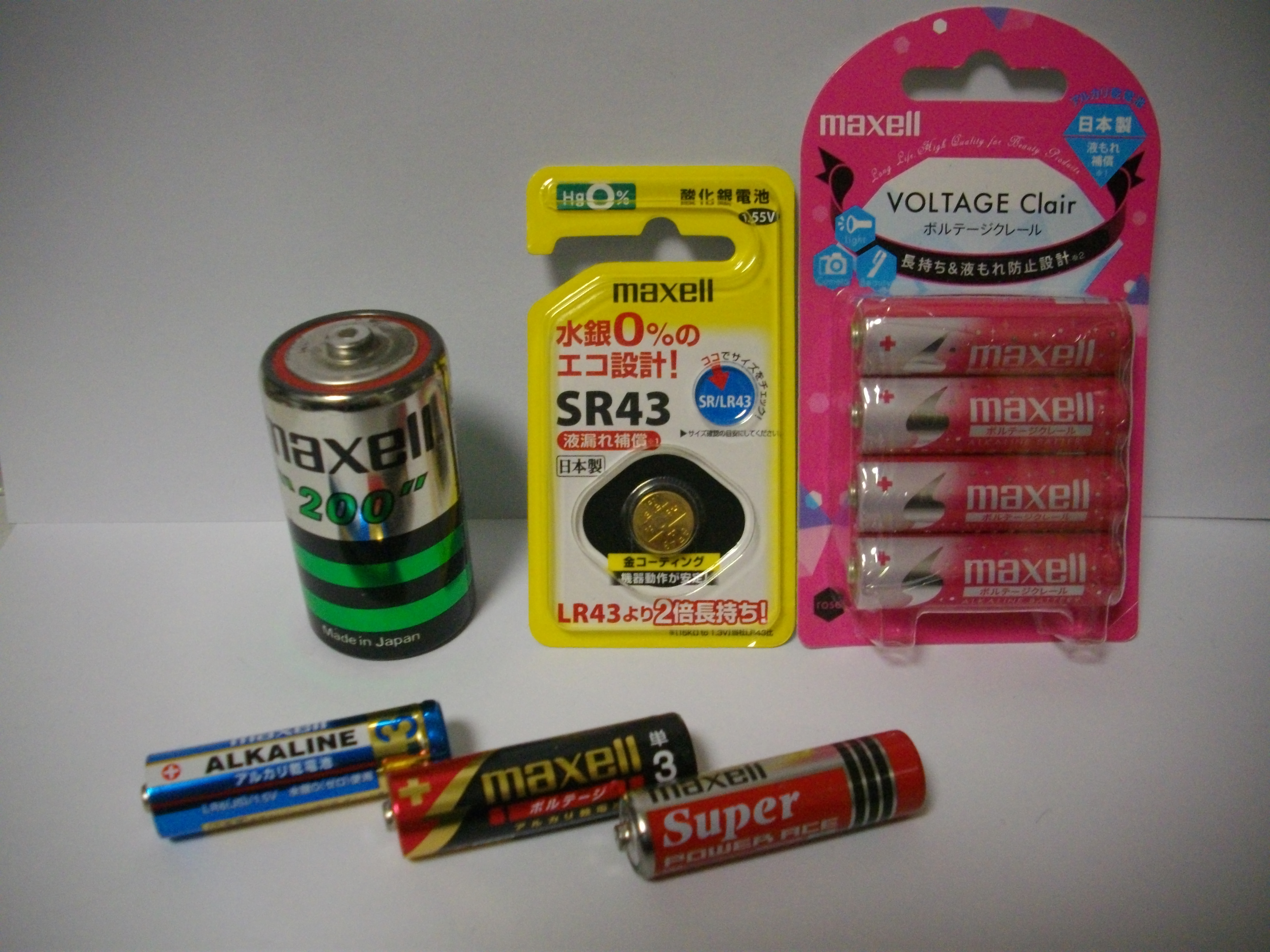
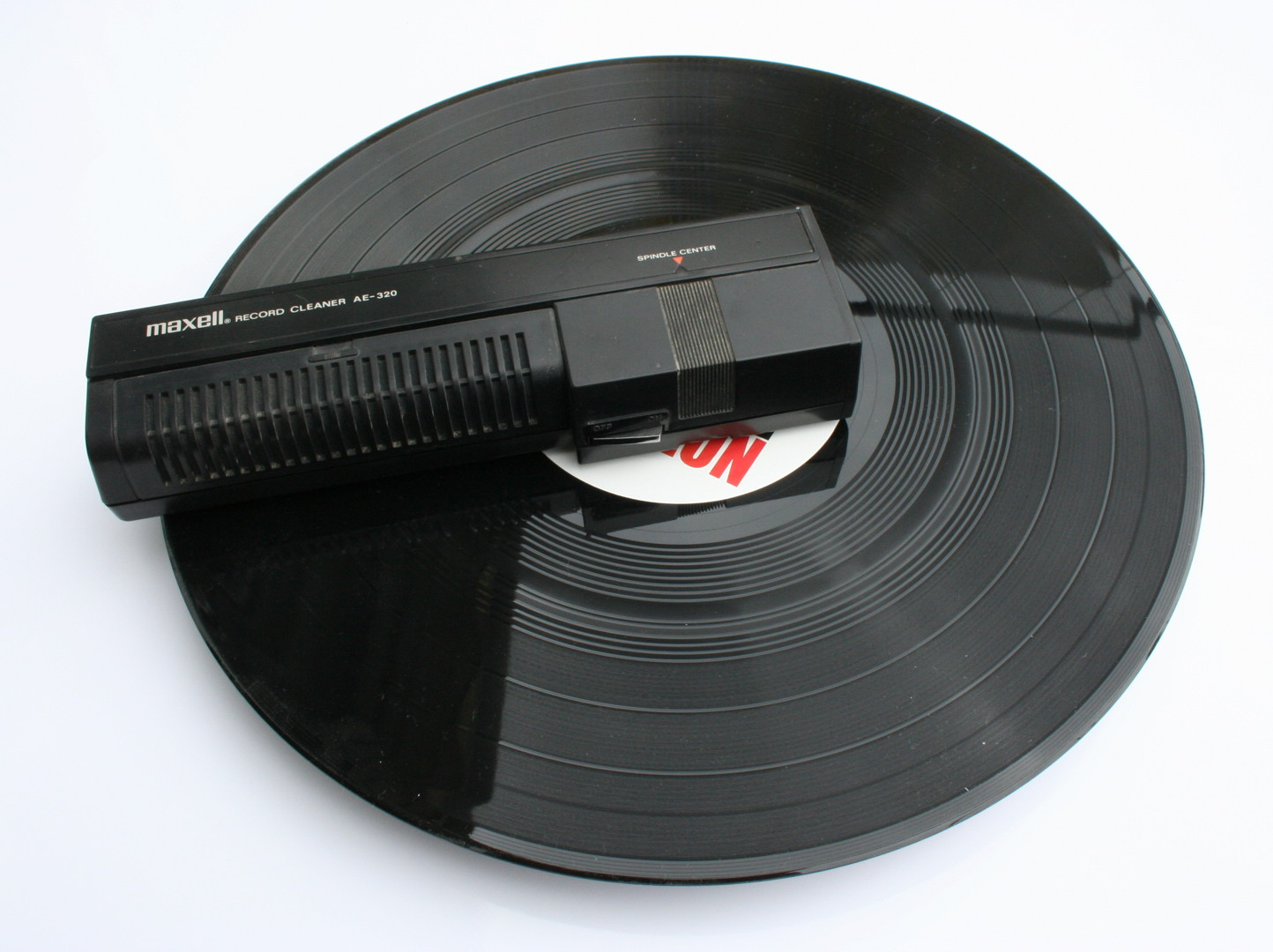

## 外部連結
- （英文）麥克賽爾全球（页面存档备份，存于）
- （日語）麥克賽爾日本（页面存档备份，存于）
- （简体中文）麥克賽爾中國大陸
- （繁體中文）麥克賽爾台灣
- （繁體中文）麥克賽爾香港